# Tolland (Massachusetts)
Tolland – miasto w Stanach Zjednoczonych, w stanie Massachusetts, w hrabstwie Hampden.